# Athemistus bituberculatus
Athemistus bituberculatus là một loài bọ cánh cứng trong họ Cerambycidae.